# Фуэнтес, Андреа
Андре́а Фуэ́нтес (исп. Andrea Fuentes Fache; род. 7 апреля 1983 в Таррагоне, Испания) — испанская спортсменка-синхронистка, двукратный серебряный призер летних Олимпийских игр 2008 года в дуэте и группе, серебряный и бронзовый призёр Олимпийских игр 2012 года. Чемпионка мира 2009 года, многократная призёрка чемпионатов мира и Европы в различных дисциплинах синхронного плавания.
После завершения спортивной карьеры стала тренером. 22 июня 2022 года на чемпионате мира в Будапеште во время одиночной программы её подопечная американка Анита Альварес начала тонуть, и Фуэнтес немедленно прыгнула в воду, вытащив Альварес на поверхность.